# Tavullia
Tavullia is een gemeente in de Italiaanse provincie Pesaro-Urbino (regio Marche) en telt 5822 inwoners (31-12-2004). De oppervlakte bedraagt 42,3 km², de bevolkingsdichtheid is 138 inwoners per km².
De volgende frazioni maken deel uit van de gemeente: Babbucce, Belvedere Fogliense, Case Bernardi, Padiglione, Rio Salso.

## Demografie
Tavullia is de woonplaats van Valentino Rossi en telt ongeveer 2130 huishoudens. Het aantal inwoners steeg in de periode 1991-2001 met 20,0% volgens cijfers uit de tienjaarlijkse volkstellingen van ISTAT.
| Jaar | Inwoneraantal |
| ---- | ------------- |
| 1991 | 3999          |
| 2001 | 4800          |

## Geografie
De gemeente ligt op ongeveer 170 m boven zeeniveau.
Tavullia grenst aan de volgende gemeenten: Colbordolo, Gradara, Mondaino (RN), Montecalvo in Foglia, Montegridolfo (RN), Montelabbate, Pesaro, Saludecio (RN), San Giovanni in Marignano (RN), Sant'Angelo in Lizzola.

## Trivia
- MotoGP coureur Valentino Rossi is in Tavullia opgegroeid en er (na een verblijf in Londen) weer gaan wonen.
- Sinds 2008 is de maximumsnelheid binnen de bebouwde kom van Tavullia onofficieel bijgesteld van 50 km/u naar 46 km/u, ter ere van Valentino Rossi wiens startnummer 46 is.[2]